# Monte Corte
Il monte Corte è una montagna delle Alpi Orobie alta 2493 m.

## Localizzazione
Posto a cavallo tra i territori dei comuni di Carona, Valgoglio e Ardesio, il monte Corte delimita a nord il bacino dei Laghi Gemelli, a sud-ovest la Valcanale e a sud-est la val Sanguigno.

## Accessi

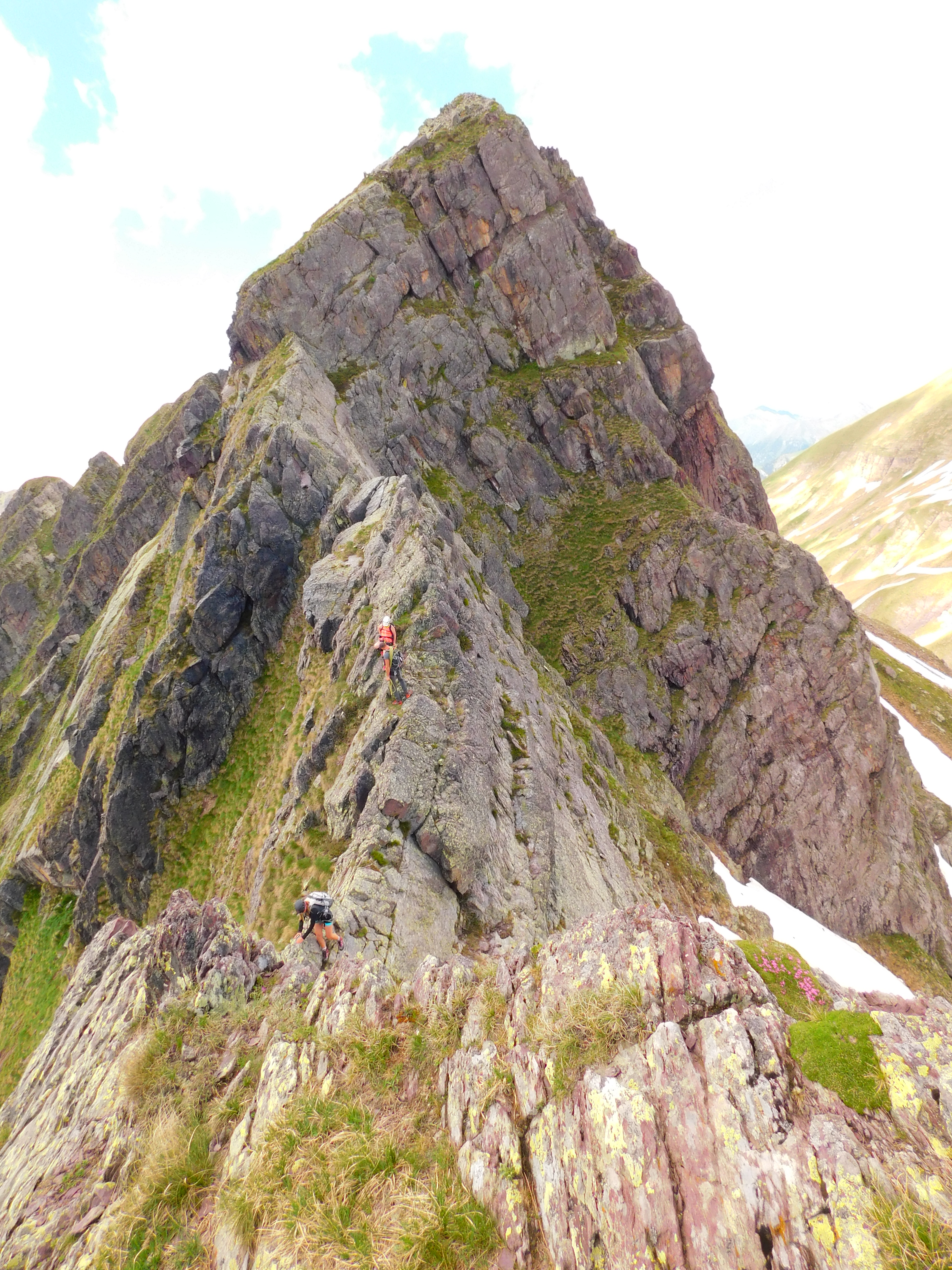
La cresta proveniente dalle cime di Presponte

Le vie più rapide per raggiungere la vetta partono da Carona in val Brembana e da Valcanale di Ardesio in val Seriana.
Partendo da Carona, appena entrati nell'abitato bisogna prendere subito a destra, attraversare la diga e percorrere la strada che costeggia il lago di Carona fino al piazzale antistante un bar. Da qui parte il sentiero per i Laghi Gemelli, che sale attraverso una pineta ripida incrociando in diversi punti la teleferica dell'ENEL fino al Lago Marcio. Si costeggia il lago a sud fino a giungere in vista del Lago Casere.
Qui si incrocia il sentiero che sale da Branzi, e si prende in direzione nord-est fino a raggiungere i Laghi Gemelli. Si prosegue costeggiandoli verso l'omonimo passo, da cui si accede alla via normale che cavalca la cresta Sud-Est.
Un'altra via d'accesso prevede la salita da Valcanale di Ardesio. Da qui si prende il sentiero per il rifugio Alpe Corte e si prosegue in direzione nord per la valle della corte passando la baita Corte di Mezzo e la baita Corte Alta, quindi si sale per il passo dei Laghi Gemelli.
Da qui parte la via normale che è di tipo alpinistico (I° e II° grado) ed affrontata con adeguata preparazione ed equipaggiamento.